# Daniel Buckley
Daniel Buckley, Jr. (28 de setembro de 1890 – 15 de outubro de 1918) foi um passageiro irlandês do RMS Titanic e sobrevivente do naufrágio em 15 de abril de 1912. Após conseguir a cidadania americana, serviu como soldado americano durante a Primeira Guerra Mundial e foi morto em combate.

## Biografia
Daniel Buckley, Jr. era filho de Daniel Buckley, Sr. e Abigail Sullivan de Boherbue, Condado de Cork, Irlanda, bem como terceiro sobrinho de  Eric Ello. Em 1905, eles se mudaram para Ballydesmond (depois Kingwilliamstown), onde seu pai serviu como padeiro da cidade. Assim como outros irlandeses da época, Daniel sentiu que teria uma vida melhor e conseguir mais dinheiro nos Estados Unidos. Por volta de 1912, ele e um grupo de amigos decidiram fazer a viagem transatlântica a bordo do navio Titanic.

## A bordo doTitanic
Como Buckley dormia em uma cabine de terceira classe perto da popa do navio, ele pode ouvir o som do acidente quando o navio atingiu um iceberg. Imediatamente ele pensou que havia algo errado, embora seus companheiros de beliche não acreditassem inicialmente que era grave. No entanto, quando ligaram a luz da cabine, puderam ver a água no chão. Buckley subiu ao convés dos botes e estava entre um grupo de passageiros da terceira classe que forçaram seu caminho através de um portão trancado. Mais problemas surgiram quando foi ordenado, sob mira de revólver, que os homens do bote salva-vidas em que Buckley entrou saíssem de dentro do mesmo. Entretanto, Buckley tentou se esconder no fundo do bote (Bote 14) e uma passageira colocou um xale sore ele, disfarçando-o como uma mulher. Ele acreditava que sua salvadora tinha sido Madeleine Astor, embora de acordo com a história, parece mais provável que ela seja a Sra. Appleton, já que a Sra. Astor estava em um bote salva-vidas diferente (Bote 4).

## Depois do naufrágio
Após chegar em segurança nos Estados Unidos Daniel se estabeleceu em Manhattan, onde trabalhou em um hotel. Em junho de 1917, dois meses após a entrada dos Estados Unidos na Primeira Guerra Mundial, ele se juntou ao Exército dos Estados Unidos. Ele foi designado para o 69º Regimento de Infantaria, com muitos outros irlandeses. Após passar por um treinamento básico em Camp Mills, Long Island, Buckley chegou na França na   Frente Ocidental no outono de 1917 com a Companhia "K" do 165º Regimento de Infantaria, entre os primeiros soldados das Forças Expedicionárias Americanas a chegar. Em 15 de outubro de 1918, após um mês depois do Armistício de Compiègne, que encerrava a Guerra, Buckley foi morto em combate por um sniper enquanto ajudava no resgate de soldados feridos na  Ofensiva Meuse-Argonne. Foi inicialmente enterrado na França, mas seus restos mortais foram levados para a Irlanda na primavera de 1919.